# Half Past Dead
Half Past Dead är en amerikansk / tysk film från 2002 i regi av Don Michael Paul som också skrev manus. Filmen gick upp några veckor i Sverige, men besöksiffrorna blev inte höga. I många länder var det den sista film med Steven Seagal som gick upp på bio, fram till Machete (2010).

## Handling
Välkommen till Alcatraz! Det mytomspunna fängelset, även känt som "The Rock", har precis öppnat igen. Men den förste dödsdömde fången som ska avrättas i elektriska stolen bär på en hemlighet värd 200 miljoner dollar. Fängelset invaderas av ett kommandoteam under ledning av 49er One (Chestnut)) som tänker ta hand om förmögenheten innan den går upp i rök. FBI-agenten Petrosivitch (Seagal) har lyckats infiltrera sig som fånge i fängelset. Nu sätts han in för att ta hand om situationen och rädda en domare från högsta domstolen som tagits som gisslan. Men för att kunna stoppa inkräktarna måste han lyckas övertyga sin cellkamrat Nicolas 'Nick' Frazier (Rule) och övriga fångar om att kämpa på rätt sida av lagen. 

## Rollista
| Steven Seagal     | – Sasha Petrosevitch           |
| Morris Chestnut   | – 49er One                     |
| Ja Rule           | – Nicolas 'Nick' Frazier       |
| Nia Peeples       | – 49er Six                     |
| Tony Plana        | – Warden El Fuego              |
| Kurupt            | – Twitch                       |
| Michael Taliferro | – Little Joe                   |
| Claudia Christian | – Special Agent Ellen Williams |
| Linda Thorson     | – Judge Jane McPherson         |
| Bruce Weitz       | – Lester McKenna               |
| Michael McGrady   | – Guard Damon J. Kestner       |
| Richard Bremmer   | – Sonny Eckvall                |
| Hannes Jaenicke   | – Agent Hartmann               |
| Matt Battaglia    | – 49er Three                   |

## Uppföljare
- Half Past Dead 2 släpptes direkt på DVD 15 maj 2007 i USA. Seagal återvänder inte som Petrosivitch, utan ersätts av wrestlaren Bill Goldberg istället.